# Ensete ventricosum
Bananier d'Abyssinie
Espèce
Classification APG III (2009)
Le bananier d'Abyssinie (Ensete ventricosum) est une espèce de plantes herbacées de la famille des Musaceae. Ce proche cousin des bananiers du genre Musa est originaire de nombreuses zones de l'ouest, du sud et de l'est de l'Afrique.
Ce faux bananier est cultivé en Éthiopie pour sa racine comestible, qui y est un aliment de base et peut atteindre 40 kilogrammes, et largement cultivé dans le monde pour ses qualités ornementales.

## Description

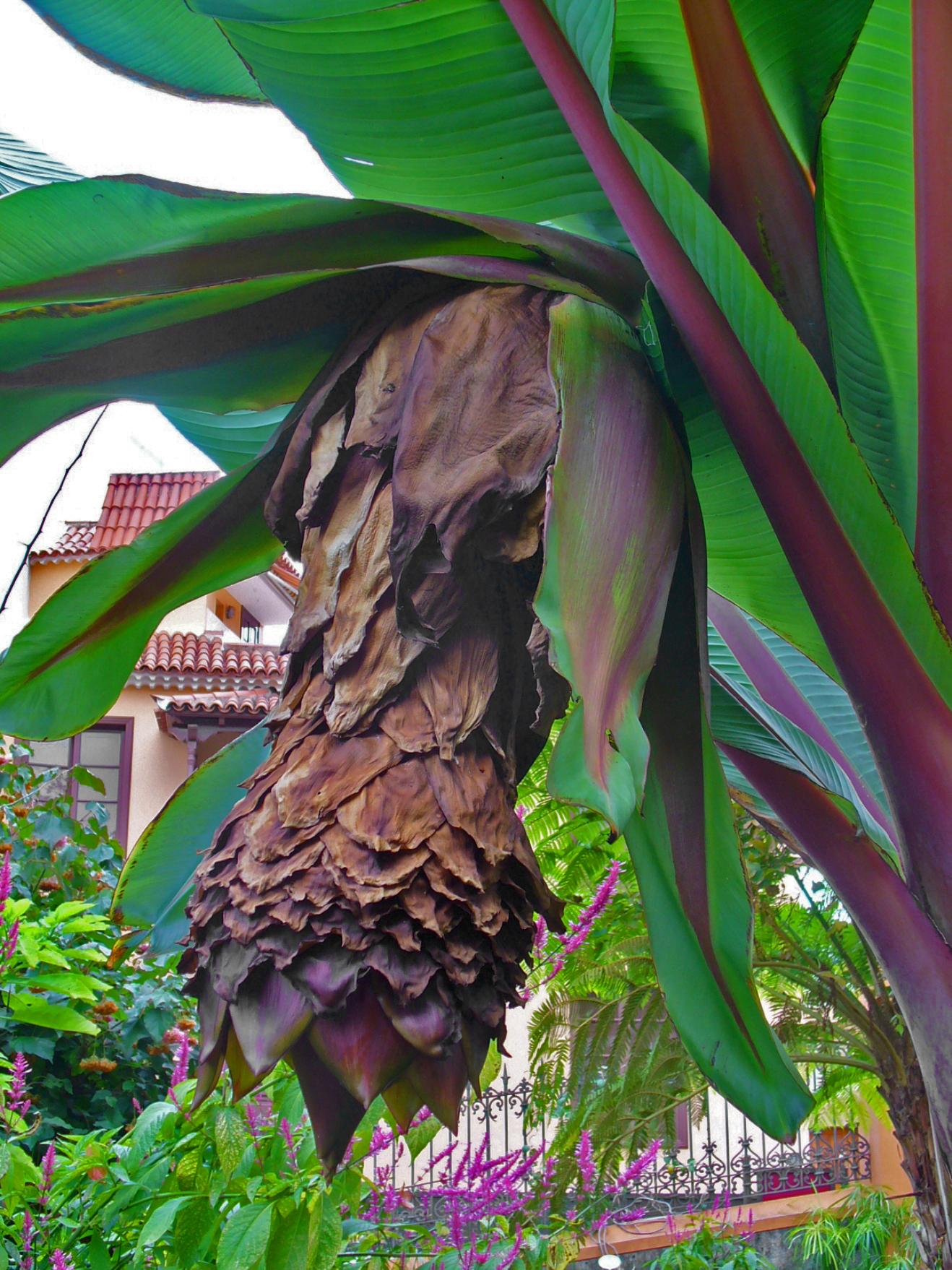
Ensete ventricosum
Infrutescence
Hijuela del Botanico, La Orotava, Tenerife.

Le bananier d'Abyssinie, est un grand bananier, sans rejets à la base, pouvant atteindre 6 à 10 mètres de hauteur ou plus, dans des conditions optimales. Il est très intéressant pour ses qualités ornementales, et pour sa grande vitesse de croissance. Une graine mise à germer au printemps peut donner une plante de presque 1,50 m en l'espace d'un été.
En termes de résistance au froid, c'est un bananier relativement frileux, capable cependant de résister à de légers gels de l'ordre de -4 à -6 °C environ.
Ensete ventricosum var. maurelii est une variété intéressante à feuilles largement colorées de rouge, de bordeaux et de noir.

## Culture
- Ce bananier apprécie un sol riche, léger et humide en permanence pendant la période de croissance.
- Le vent lacère facilement les feuilles, et freine la croissance de la plante. Il est donc préférable de cultiver Ensete ventricosum dans une zone abritée des vents forts.
- Le genre Ensete n'a pas de maladies ou parasites spécifiques, toutefois de petits vers blancs sont souvent la cause de crevasse et cavités noircies dans le pseudo-tronc de la plante.
- Par sa vitesse de croissance cette plante est intéressante comme plante annuelle au jardin tempéré, la multiplication par bouture assurera sa survie pour les années suivantes, à condition de garder des exemplaires au chaud durant l'hiver.

## Multiplication
Ensete étant un genre de plantes monocarpiques non cespiteuses, la plante disparaît après fructification. Ses graines, qui sont grosses, noires et irrégulières, sont donc le moyen naturel de reproduction de ces plantes.
Après décapitation du pseudo-tronc, une multitude de pousses adventives apparaissent sur la tranche. Elles sont assez faciles à détacher et peuvent être bouturées après l'apparition des premières racines.
Il suffit de les poser dans un terreau humide pour les voir se développer.

## Synonymes
- Musa ensete J.F.Gmel[1].

## Galerie

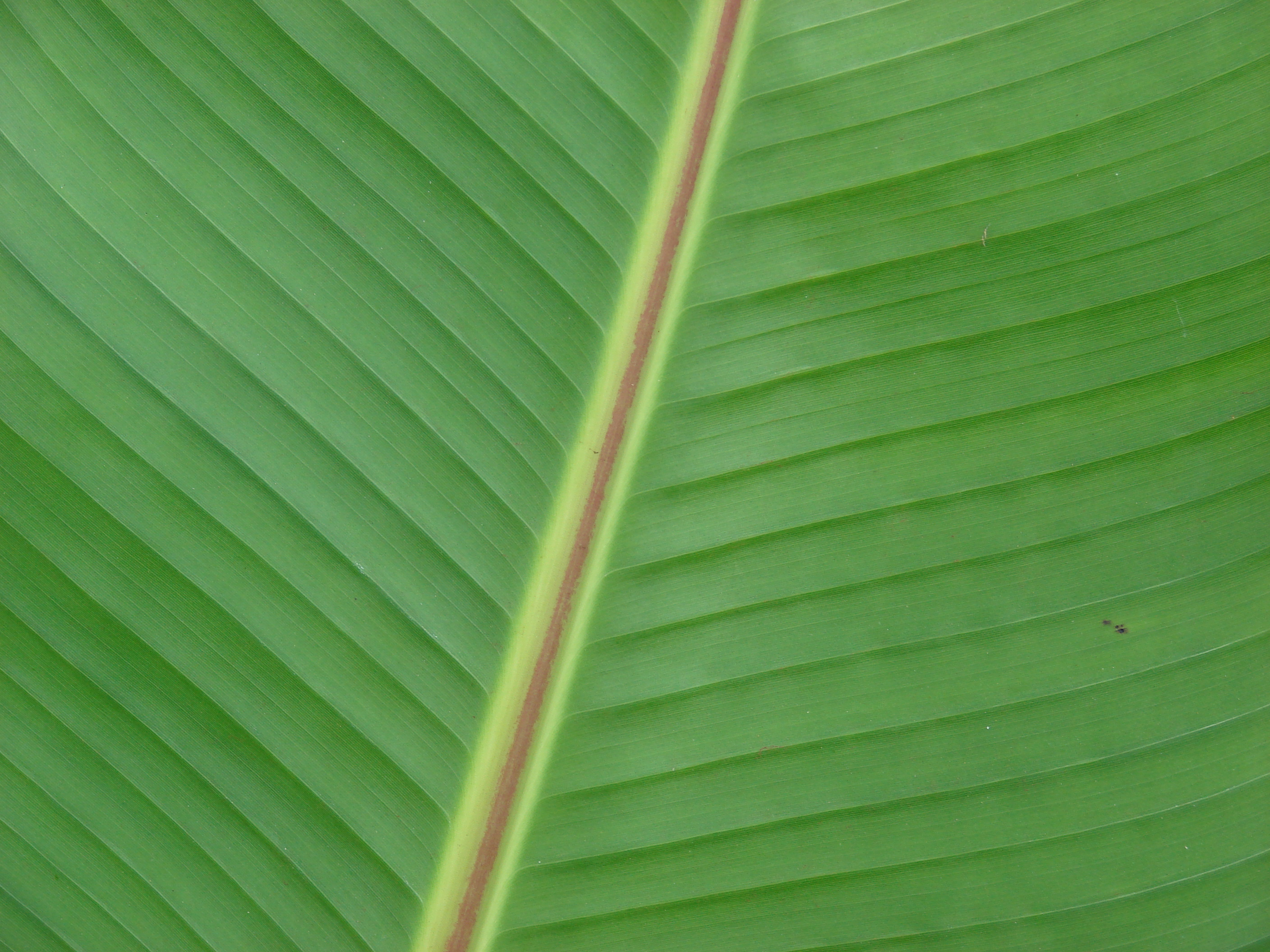
Détails d'une feuille
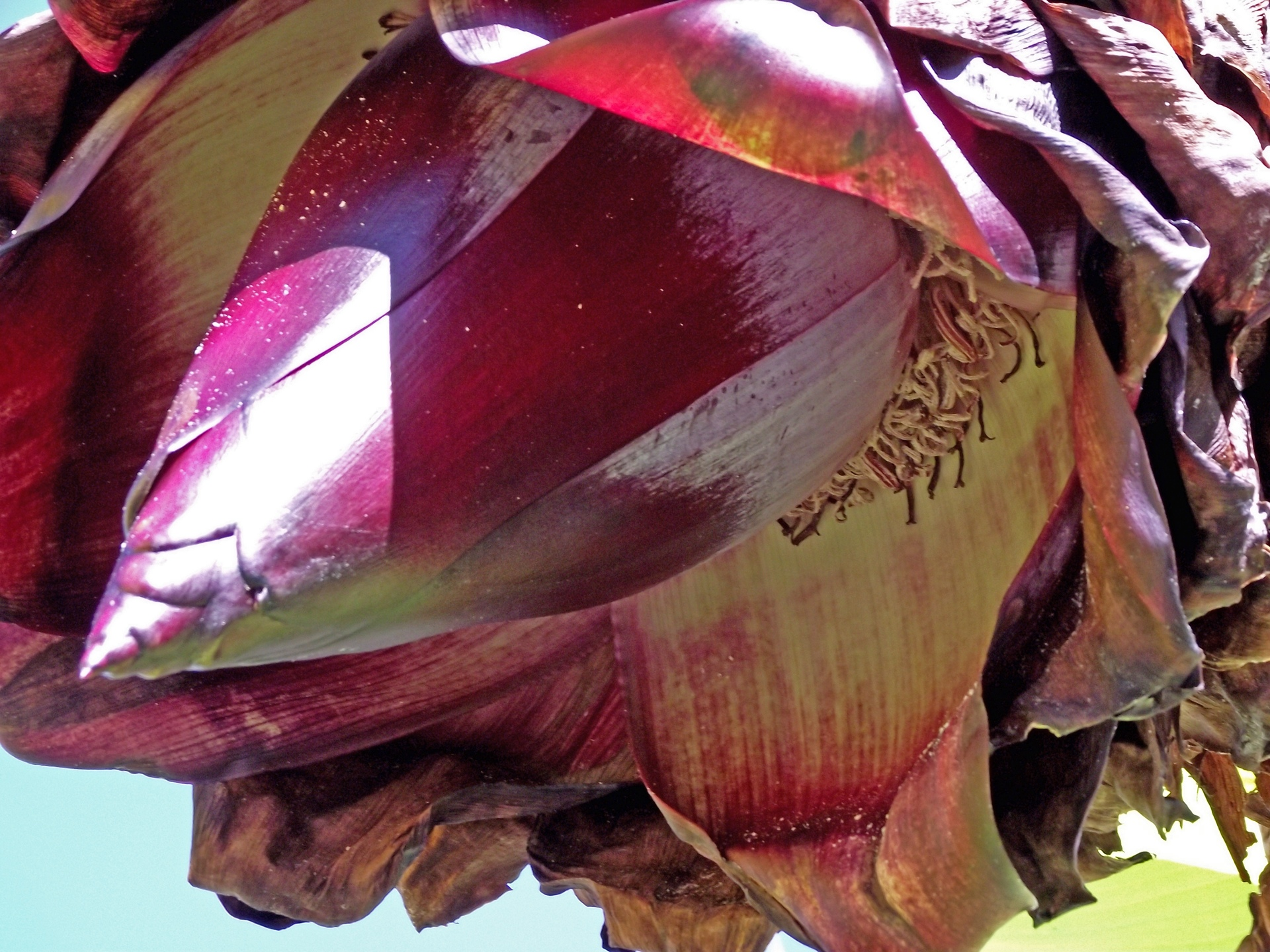
Détails d'une fleur